# بيك موريسون
بيك موريسون (بالإنجليزية: Peck Morrison)‏ هو عازف جاز أمريكي، ولد في 11 سبتمبر 1919 في لانكستر في الولايات المتحدة، وتوفي في 25 فبراير 1988.

## وصلات خارجية
- بيك موريسون على موقع ميوزك برينز (الإنجليزية)
- بيك موريسون على موقع أول ميوزيك (الإنجليزية)
- بيك موريسون على موقع ديسكوغز (الإنجليزية)